# Carl Habel (Schauspieler)
Carl Habel (* 19. Oktober 1915 in Oslo; † 7. August 1979 ebenda) war ein norwegischer Schauspieler.

## Leben
Habel war von 1949 bis 1956 am Trøndelag Teater engagiert und war später am Det Norske Teatret und Riksteatret tätig.  Habel debütierte 1940 im Film Godvakker-Maren. In der umstrittenen norwegischen Kriegsproduktion von 1944 und Kriminalfilm Villmarkens lov übernahm er die Hauptrolle des Direktors „Terje Vik“. Seinen letzten Auftritt im Film hatte er 1975, wo er auch in dem  Film Olsenbanden møter Kongen & Knekten aus der norwegischen Reihe um die Olsenbande zu sehen war. Habel wurde auf dem Osloer Friedhof Vestre Gravlund begraben.

## Filmografie
- 1940: Godvakker-Maren
- 1944: Villmarkens lov
- 1944: Brudekronen
- 1958: Salve sauegjeter
- 1964: Alle tiders kupp
- 1974: Olsenbanden møter Kongen & Knekten